# Anne Bracegirdle
Anne Bracegirdle (1671 – 12 settembre 1748) è stata un'attrice teatrale inglese.

## Biografia
Della sua vita pochi dati si hanno certezza, anche la sua data di nascita non è sicura. Cresciuta probabilmente dagli attori Thomas Betterton e sua moglie Mary Betterton.  Viene descritta nella autobiografia di Colley Cibber nell'anno 1690, all'epoca in cui entrò a far parte nella compagnia della Drury Lane. Nel 1695 fondò una propria compagnia (insieme a Elizabeth Barry e altri nove attori e 4 attrici) lasciando la United Company (da allora nota con il nome di Patent Company) ridotta in una situazione davvero miserabile.